# Юджин Кіровіц
Юджин Овідіу Кіровіц (рум. Eugen Ovidiu Chirovici) — румунський письменник, журналіст та економіст.

## Біографія
Народився 11 травня 1964 року у місті Фегераш, Брашов, Румунія. Має румунське, угорське та німецьке коріння. 1988 року закінчив Бухарестську академію економічних наук та протягом деякого часу працював за здобутою професією в рідному місті. Згодом працював журналістом у газеті «Національний кур'єр», де займав посаду фінансового репортера. У 90-х також трудився на таких румунських радіостанціях як BBC Romania та Radio Free Europe. У 2000—2002 роках працював на телебаченні (телеканал B1TV).
На початку «нульових» спочатку став радником прем'єр-міністра Румунії, а згодом і керівника Національного банку Румунії. Є почесним доктором наук у трьох галузях — економіка, комунікація та історія. Також Кіровіц — член Румунської академії наук (з 2007 року). У 2008—2011 роках працював колумністом (оглядачем) на www.bloombiz.ro [Архівовано 8 жовтня 2011 у Wayback Machine.]. 2012 року переїхав до Великої Британії, де його син навчався в Університеті Кардіфа. Нині разом із дружиною живе у Брюсселі.

## Творчість
Розпочав свою письменницьку кар'єру 1989 року, опублікувавши своє перше оповідання на сторінках румунського журналу «Vatra». Перший же роман Кіровіца — «Бійня» — побачив світ 1991 року і відразу став національним бестселером (100 тисяч примірників). Другою сенсаційною книгою на його батьківщині став роман «Командо для генерала». Загалом написав цілу низку романів та книг у жанрі нехудожньої літератури, однак справжній успіх на міжнародному рівні приніс письменнику його інтелектуальний трилер «Книга дзеркал», який вийшов англійською мовою в січні 2017 року. Роман перекладено сорока мовами світу, серед яких, зокрема, й українська.

## Українські переклади
- Ю. О. Кіровіц. Книга дзеркал. — КСД, 2017. — С. 256. — ISBN 978-617-12-2277-9.